# Conium
Ciguë
Genre
Conium (la ciguë ) est un genre de plantes à fleurs de la famille des Apiaceae qui compte six à huit espèces de plantes herbacées , dont une seule, la grande ciguë (Conium maculatum), est présente en Europe.

## Étymologie
Le nom vient de κώνος, cône.

## Liste d'espèces
Selon NCBI (4 mai 2021) :
- Conium chaerophylloides
- Conium divaricatum
- Conium fontanum
- Conium hilliburttorum
- Conium maculatum
- Conium sphaerocarpum

Selon GBIF (6 juin 2022) :
- Conium chaerophylloides
- Conium divaricatum
- Conium fontanum
- Conium hilliburttorum
- Conium maculatum
- Conium monieri
- Conium rigidum
- Conium sphaerocarpum